# Канченджанга (национальный парк)
Национальный парк Канченджанга (англ. Khangchendzonga National Park, Kangchenjunga National Park; хинди कंचनजंगा राष्ट्रीय उद्यान, непальск. कञ्चनजङ्घा राष्ट्रिय निकुञ्ज) — биосферный заповедник, расположенный на северо-западе индийского штата Сикким, в округах Северный Сикким, Южный Сикким и Западный Сикким, примыкающий к границе с Непалом.
Создан в 1977 году для охраны высокогорного гималайского ландшафта, включающего третью вершину мира, Канченджангу, а также ледники района Канченджанги. Крупнейший из них — ледник Зему длиной 25 км. Другие ледники на территории парка Талунг, Тонгшионг, Южный Симоо, Умарам Кангсе и Джумтул Пук, питающие реку Талунг.
Парк расположен на высотах от 1829 до 8585 метров. Площадь парка, 1784 км², составляет почти четверть территории Сиккима. Вся территория парка принадлежит бассейну Тисты, крупнейшей реки Сиккима. На территории парка начинается крупный правый приток Тисты, Зему, а также один из истоков реки Рангит, крупнейшего притока Тисты.
Территория парка с запада выходит к непальской границе (на которой расположен Канченджанга), целиком охватывает массив Симиолчу (высшая точка 6887 м), и от него на юго-восток языком доходит до Тисты в районе Мианга.
В парке имеются водопады, самый большой из них (на одном из притоков в верховьях реки Рангйонг, одного из двух истоков Талунга) имеет высоту 160 м.

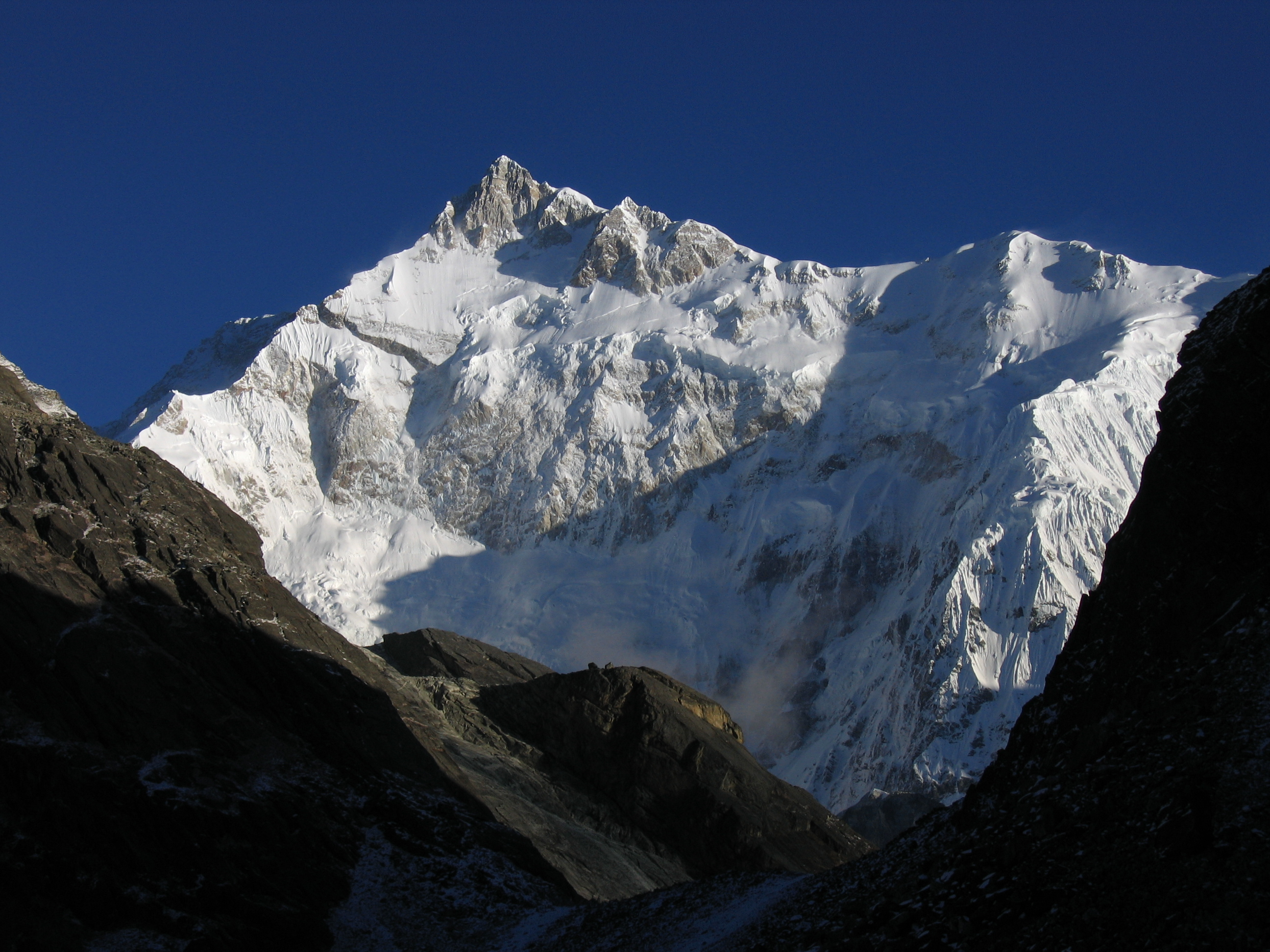
Канченджанга с перевала Гоча-ла.

## Флора
Парк расположен в трёх климатических зонах, соответствующих высотной поясности: широколиственные леса до 2700 м, смешанные и хвойные леса до 3650 м, а также альпийские луга и высокогорные пустыни выше 3650 м.
В смешанных лесах преобладают ель, пихта, можжевельник, клён, а также рододендрон и бамбук.

## Фауна
В парке обитают редкие виды млекопитающих, среди которых ирбис и малая панда. Зафиксированы 550 видов птиц и более 600 видов бабочек.

## Природоохранные вопросы
Правительство Сиккима в 2007 году объявило о планах строительства 26 гидроэлектростанций в бассейне Тисты. Четыре планируемых водохранилища находятся на территории парка. Хотя правительство утверждает, что строительство не повлияет на экологию парка, планы вызвали широкий общественный протест.

## Инфраструктура
Штаб-квартира парка находится в Гангтоке, вне территории парка. Ближайший город — Манган (юго-восточнее парка), общественного транспорта в парк нет. Передвижение по территории парка строго регулируется, разрешены туристические походы только по специально разработанным маршрутам. Разрешения на треккинг выдаются только группам не менее четырёх человек.